# Autoestrada A15
La A15, o Autopista del Atlántico, es una autopista portuguesa que conecta las ciudades de Santarém con Caldas da Rainha. Conecta la subregión de Lezíria do Tejo, en la región del Alentejo, con la subregión Oeste, en la región Central, con una longitud total de 40,2 km.
La A15 se construyó en dos fases. El primer tramo, inaugurado en 1995, consistía en una conexión de 4 km entre la entonces IC1 (actual A8) en Caldas da Rainha y la N115 en A-dos-Negros/Gaeiras. Este tramo, construido por la Junta Autónoma de Carreteras, se consideraba una autopista libre de peaje, designada IP6. En septiembre de 1996, el gobierno portugués lanzó la concesión de la Autopista Oeste, con una duración de 30 años. La futura concesionaria sería responsable de la construcción de una autopista de peaje entre A-dos-Negros/Gaeiras y Santarém, y tendría que garantizar el mantenimiento del tramo existente (entre Caldas da Rainha y A-dos-Negros/Gaeiras), que se integraría en la nueva autopista. La concesión permitió la introducción de peajes en el tramo existente (y en otras autopistas de la región occidental), lo que generó una fuerte oposición en la región, conocida como la guerra de peajes en la región occidental. A principios de 1998, el gobierno llegó a un acuerdo con los manifestantes: en cuanto a la A15, se acordó que el tramo Caldas da Rainha–A-dos-Negros/Gaeiras no tendría peajes para el tráfico local, es decir, para el tráfico que circule únicamente por ese tramo. La concesión Oeste fue adjudicada a la empresa Auto-estradas do Atlântico y el contrato de concesión se firmó en diciembre de 1998. El tramo de 36 km entre A-dos-Negros/Gaeiras y Santarém fue inaugurado el 9 de octubre de 2001, completando la construcción de la A15.
Como se mencionó anteriormente, la A15 está concesionada a Autoestradas do Atlântico, bajo la concesión Oeste, que finaliza en 2028. La A15 es una autopista de peaje: entre A-dos-Negros y Santarém, todo el tráfico está sujeto a peajes, mientras que entre Caldas da Rainha y A-dos-Negros, no hay peajes para el tráfico local. En 2018, un viaje entre Caldas da Rainha y Santarém costaba 3,90 € en clase 1.
Como se mencionó anteriormente, la A15 está concesionada a Autoestradas do Atlântico, bajo la concesión Oeste, que finaliza en 2028. La A15 es una autopista de peaje: entre A-dos-Negros y Santarém, todo el tráfico está sujeto a peajes, mientras que entre Caldas da Rainha y A-dos-Negros, no hay peajes para el tráfico local. En 2018, un viaje entre Caldas da Rainha y Santarém costaba 3,90 € en clase 1.

## Tramos
| Troço                                           | Situação                                                                        | km   |
| ----------------------------------------------- | ------------------------------------------------------------------------------- | ---- |
| Caldas da Rainha ( A 8 ) – A dos Negros/Gaeiras | En servicio (1995) como IP 6 Reclassificado (c. 2000) a A 15 (Concesión: Oeste) | 4    |
| A dos Negros/Gaeiras – Santarém ( A 1 )         | En servicio (9 de octubre de 2001) (Concesión: Oeste)                           | 36,2 |

La concesión Oeste se adjudicó a la empresa Autoestradas do Atlântico. Esta concesión comenzó en 1998 y finaliza en 2028.
El tramo Caldas da Rainha (A8)–A-dos-Negros/Gaeiras fue construido por la Junta Autónoma de Carreteras (inaugurado en 1995) y mantenido por este organismo gubernamental hasta la creación de la concesión Oeste en 1998. Originalmente, este tramo no tenía numeración de autopista y estaba marcado como IP6 en toda su longitud. Tras la creación de la concesión Oeste, se integró a la A15.